# Кемборн
Кемборн (корн. Cambron) — місто в Англії, Велика Британія. Входить до складу графства Корнуолл. З 2021 мером міста є Зої Фокс.

## Географія
Місто розташоване на узбережжі Кельтського моря, на відстані близько 83 км від Плімута.

## Історія
Перша згадка про середньовічне місто Кемборн датується 1181 роком. У 1931 році на фермі Магор, поблизу міста були знайдені й розкопані під керівництвом Королівського інституту Корнуолла руїни римсько-британської вілли. Це єдина римська вілла, знайдена у графстві. Є також ранньохристиянські пам’ятки, такі як вписаний вівтарний камінь (нині в церкві Святого Мартина та Святого Меріадока), датований 10-м або 11-м століттями, що свідчить про існування на території нинішнього міста стародавнього поселення. 

## Корисні копалини
Кемборн найбільш відомий як центр колишньої промисловості з видобутку олова та міді.

## Відомі особистості
Люк Чартеріс (англ. Luke Charteris) – валлійський регбіст.

## Міста-побратими
- Пачука-де-Сото (Мексика)
- Сент-Анн-д'Оре (Франція)